# Mistrzostwa Świata w Gimnastyce Artystycznej 2009

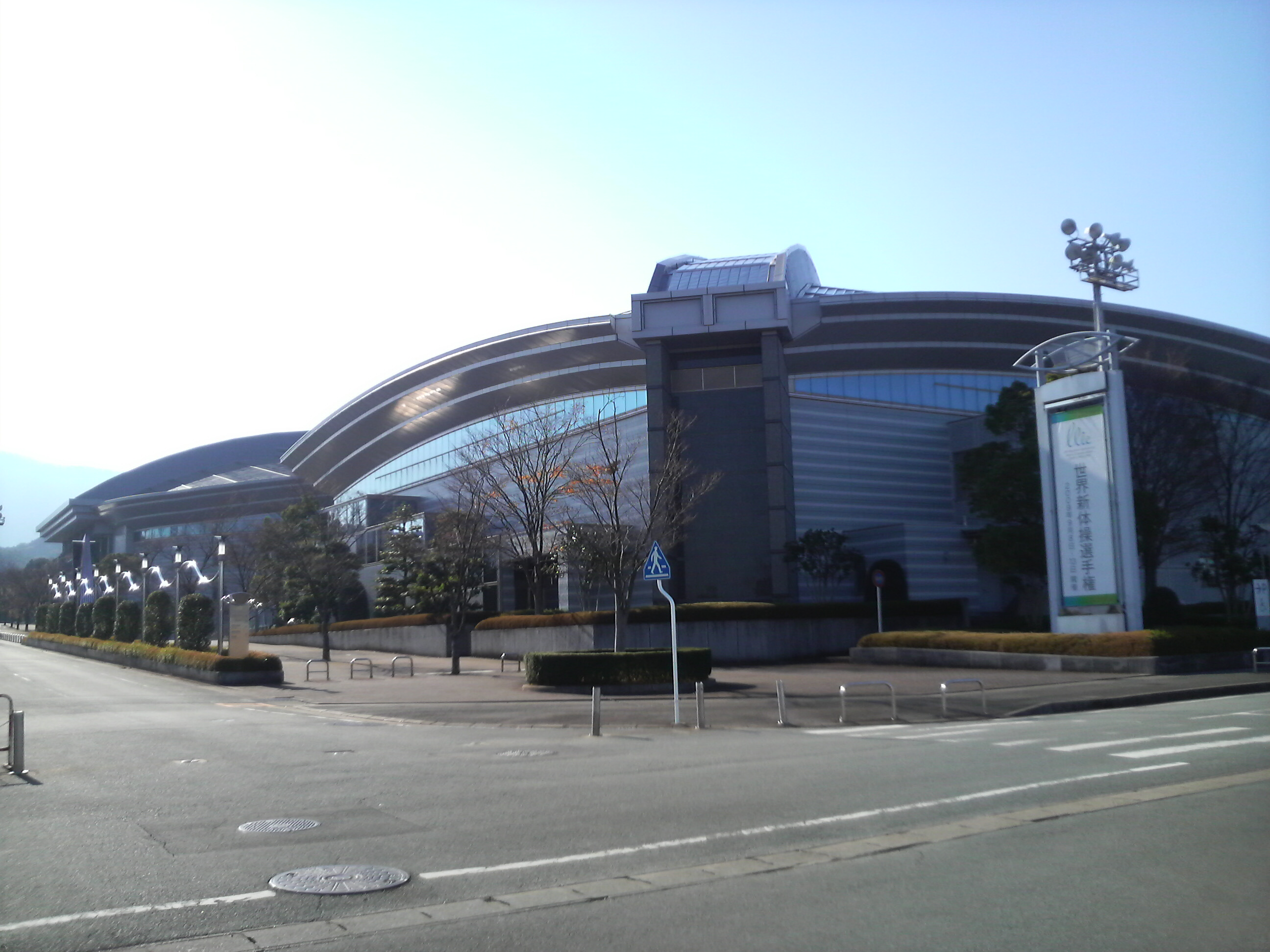
Sun Arena

Mistrzostwa Świata w Gimnastyce Artystycznej 2009 odbyły się w Ise w prefekturze  Mie (Japonia) w hali Sun Arena w dniach od 7 do 13 września 2009. Była to 29. edycja mistrzostw.

## Reprezentacja Polski

### układy indywidualne
- Joanna Mitrosz (UKS Jantar Gdynia) – 10. (wielobój - finały)
- Angelika Paradowska (SGA Gdynia) – nie awansowała do żadnego z finałów
- Joanna Narolska (UKS Jantar Gdynia) – nie awansowała do żadnego z finałów

### układy zbiorowe
- Aleksandra Wójcik
- Aleksandra Szutenberg
- Anna Górna
- Inga Buczyńska
- Agata Tworek
- Anna Semmerling

## Tabela medalowa
| Miejsce | Państwo     | Złoto | Srebro | Brąz | Razem |
| ------- | ----------- | ----- | ------ | ---- | ----- |
| 1       | Rosja       | 7     | 3      | 2    | 12    |
| 2       | Włochy      | 2     | 1      | 0    | 3     |
| 3       | Białoruś    | 0     | 3      | 2    | 5     |
| 4       | Ukraina     | 0     | 1      | 3    | 4     |
| 5       | Azerbejdżan | 0     | 1      | 1    | 2     |
| 6       | Bułgaria    | 0     | 0      | 1    | 1     |
| Razem   | Razem       | 9     | 9      | 9    | 27    |

## Medalistki
| Konkurencja:                                         | Złoto:                                                                           | Srebro:                                                                 | Brąz:                                                          |
| Układy indywidualne                                  |                                                                                  |                                                                         |                                                                |
| wielobój indywidualnie(11 września)                  | Jewgienija Kanajewa                                                              | Daria Kondakowa                                                         | Anna Bezsonowa                                                 |
| ćwiczenia ze skakanką (8 września)                   | Jewgienija Kanajewa                                                              | Daria Kondakowa                                                         | Anna Bezsonowa                                                 |
| ćwiczenia z obręczą (8 września)                     | Jewgienija Kanajewa                                                              | Daria Kondakowa                                                         | Melitina Staniouta                                             |
| ćwiczenia z piłką (10 września)                      | Jewgienija Kanajewa                                                              | Alija Garajewa                                                          | Anna Bezsonowa                                                 |
| ćwiczenia ze wstążką (10 września)                   | Jewgienija Kanajewa                                                              | Anna Bezsonowa                                                          | Mitewa Silwija                                                 |
| Wielobój drużynowo                                   |                                                                                  |                                                                         |                                                                |
| wielobój drużynowo (11 września)                     | Rosja · Jewgienija Kanajewa · Daria Kondakowa · Daria Dmitriewa · Olga Kapranowa | Białoruś · Melitina Staniouta · Swietłana Rudalowa · Liubow Charkaszyna | Azerbejdżan · Zeynab Javadli · Anna Qurbanova · Alija Garajewa |
| Drużynowe układy zbiorowe                            |                                                                                  |                                                                         |                                                                |
| wielobój (12 września)                               | Włochy                                                                           | Białoruś                                                                | Rosja                                                          |
| ćwiczenia z 5 obręczami (13 września)                | Rosja                                                                            | Włochy                                                                  | Białoruś                                                       |
| ćwiczenia z 3 wstążkami i 2 skakankami (13 września) | Włochy                                                                           | Białoruś                                                                | Rosja                                                          |

## Strony zewnętrzne
- Oficjalna strona (wersja archiwalna)
- Dokumentacja mistrzostw na stronie FIG
- Program i wyniki zawodów na stronie Polskiego Związku Gimnastycznego